# Faunsdale
Faunsdale è un comune degli Stati Uniti d'America situato nella contea di Marengo dello Stato dell'Alabama.